# Alain-Bertrand Nuetsa-Fotso
Pour les articles homonymes, voir Fotso.
Pas d'image ? Cliquez ici

a Compétitions nationales et continentales officielles uniquement.

b Matchs officiels uniquement.
Dernière mise à jour le 4 août 2016.
Alain-Bertrand Nuetsa-Fotso, né le 24 août 1982, est un joueur de rugby à XV, d'origine camerounaise qui évolue au poste de pilier droit.

## Carrière
Originaire du Cameroun, Alain-Bertrand Nuetsa-Fotso découvre le rugby avec le Rugby club de Douala. En 2006, il décide de tenter une carrière en France et rejoint le SC Graulhet pour jouer en Fédérale 1. Il reste trois saisons avec le club graulhetois où il devient très vite l'un des meilleurs piliers du championnat. Il est donc convoité par les clubs professionnels et signe en 2009 avec US Oyonnax pour jouer en Pro D2. La même année, il dispute la Coupe d'Afrique avec l'équipe du Cameroun.